# 10가지 재앙

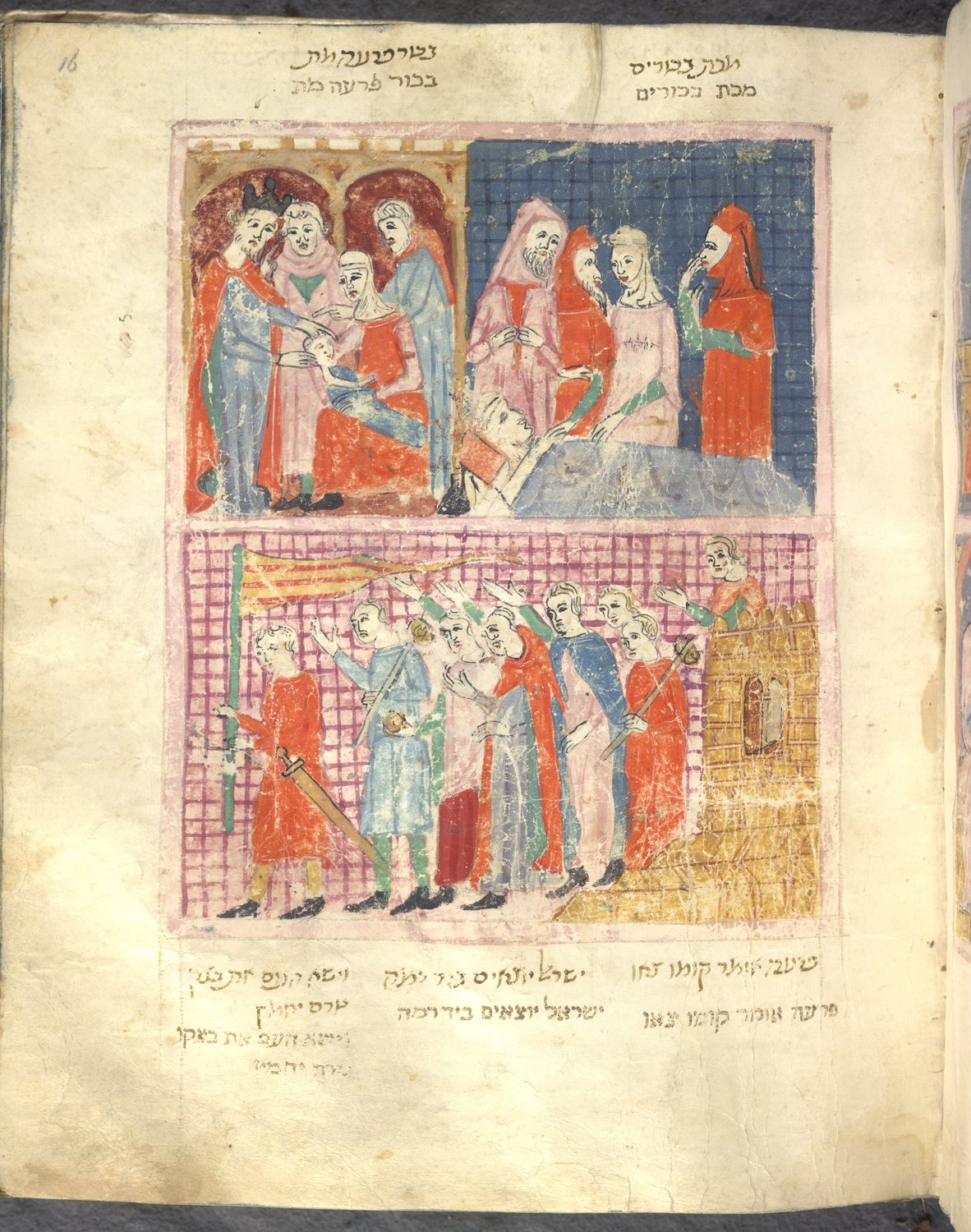
마지막 재앙인 장자의 죽음 장면을 기록하고 있는 14세기의 성경 삽화.

10가지 재앙은 출애굽 사건과 관련한 재앙이다. 출애굽기에 기록된 바에 의하면, 이집트를 떠나고자 하는 히브리 백성들을 떠나지 못하게 파라오가 방해한 것에 대한 대가로 야훼가 이집트에 내린 열 가지 재앙을 의미한다. 이스라엘의 역사와 구속사의 관점에서 큰 영향력을 가진 사건이다. 각각의 재앙은 파라오와 고대 이집트에서 숭배했던 신에 대한 도전으로 해석된다. 또한 이스라엘의 신 같은건 모른다는 파라오의 발언에 대한 대가이자 가르침으로 해석되기도 한다.:117

## 10가지 재앙의 내용

### 첫 번째 재앙: 피 (출 7:14-25)

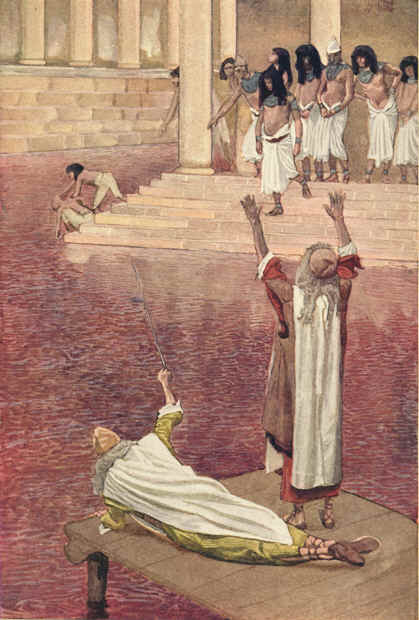
강을 피로 변하게 한 첫 번째 재앙. 제임스 티소 그림.

여호와는 바로가 자신이 어떤 분이신지를 알도록 하기 위해서 재앙들을 내리기로 결정하였고, 그 첫째 재앙이 바로 애굽의 젖이며, 신으로 숭배되는 나일 강이었던 것이다. 첫째 재앙은 애굽 사람들이 신으로 믿고 있는 것이 모두 헛된 것이며, 오직 여호와 하나님만이 유일한 신이시며 전능한 창조주이심을 보여주는 것이었다. 이런 첫째 재앙은 눈에 보이는 모든 물을 피로 바뀌게 함으로써 생명의 근원인 물이 죽음의 상징인 피로 바뀌었음을 애굽 사람들이 보게 하려는 목적이 있다. 왜냐하면 애굽 사람들에게 ‘생명(물) ’을 ‘죽음(피) ’로 만드시는 분이 여호와이심을 보여줌으로써 여호와 하나님만이 생명을 좌우하시는 유일한 창조주이심을 보여주고자 했기 때문이다. 이 재앙은 무려 일주일동안 애굽 사람들이 그토록 자랑하던 나일 강을 죽음과 고통의 장소로 바뀌게 했다.

### 두 번째 재앙: 개구리 (출 8:1-15)
나일 강에 살고 있던 개구리는 ‘라나 모사이카’(학명: Rana Mosaica) 라는 학명을 가진 개구리이다. 애굽인들은 나일 강이 범람했다 감해지는 때에 보이는 개구리가 애굽 땅을 기름지게 한다고 여겨서 신성시했다. 인간의 몸에 개구리의 머리를 가진 여신 헤케트를 풍요와 다산의 신이며, 나일 강에 장마를 가져다 주는 신으로 섬기고 있었다. 개구리들의 이른 침투로 인해서 왕은 오염된 음식을 먹게 되었고, 이것은 곧 건강에 해를 입게 되는 것으로 연결된다. 그리고 이것은 바로만이 아니라 그의 신하들도 마찬가지고, 애굽 백성들도 마찬가지다. 즉 애굽 사람들 전체가 오염된 음식으로 큰 피해를 입게 되었다는 것을 의미한다. 이런걸 보면 개구리들이 애굽 온 땅에 가득하게 된 것은 애굽의 ‘땅’이 오염되는 결과를 가져오고, 결국에는 애굽 땅 자체가 사람이 살 수 없는 땅으로 황폐하게 변한다는 ‘총체인 오염’을 의미한다.

### 세 번째 재앙: 이 (출 8:16-19)
세 번째 재앙에서부터는 애굽 주술사들이 그들의 패배를 공식적으로 인정하며, 이 재앙이 하나님의 권능이라고 고백하며 바로를 설득한다. 세 번째 재앙은 아무런 경고가 없었던 재앙 중 하나이다. 이 재앙은 땅으로부터 시작된 재앙으로 땅의 신 ‘게브’와 연관된다. 애굽인들은 밭을 갈 때마다 대지의 신 게브에게 감사를 드렸는데, 이들에게 흙은 생명과 풍요를 의미하고 있다. 그러나 여호와 하나님는 애굽 사람들이 생명으로 여기는 흙을 통해 애굽인들에게 괴로움과 죽음을 내린다. 또한 애굽의 ‘땅’을 황폐화 시키시고, 동시에 땅의 신 게브와의 영적인 전쟁을 통해서 여호와 하나님 자신이 누구이신지를 애굽인들에게 알게 하였다.

### 네 번째 재앙: 파리 (출 8:20-32)
이전의 첫째 재앙부터 셋째 재앙까지는 이스라엘 백성들도 포함되었는데 넷째 재앙부터는 여호와가 이스라엘인과 애굽인들 사이를 구분지으셨다. 이를 통해 여호와가 애굽땅을 관장하고 계심을 보여준다. 네 번째 재앙과 관련된 애굽의 신은 ‘케프리’이며, 풍뎅이의 모습을 하고 있고 하루 일정을 관리하는 신으로 숭배되고 있다. 네 번째 재앙은 두 번째, 세 번째 재앙과 한 세트를 이루는데, 네 번째 재앙인 파리는 물과 땅에 연관된 것이고 이 세 재앙은 여호와가 물과 땅과 공기를 지배하는 분이심을 드러내심과 동시에 애굽의 물과 땅과 공기가 파괴되고 있음을 상징하기도 한다.

### 다섯 번째 재앙: 가축 돌림병 (출 9:1-7)
다섯 번째 재앙도 애굽인과 이스라엘 백성을 구분하신다. 애굽의 가축들만 심한 돌림병에 걸리게 된다. 또한 가축의 죽음을 통해 지금까지는 창조된 것들을 통해서 애굽을 심판하였지만 이번 재앙은 창조된 것을 ‘죽이는 일’로 심판을 진행하여 ‘죽음 모티브’가 시작된다. 본문에 나오는 ‘여호와의 손’이라는 표현은 여호와의 능력을 말할 때 쓰이는 특별한 단어이다. 그리고 이것은 돌림병이 여호와의 능력으로 일어난 것임을 분명히 보여준다. 다섯 번째 재앙을 통해 심판한 애굽의 신들 하토르, 아피스 등이 있다.

### 여섯 번째 재앙: 악성 종기 (출 9:8-12)

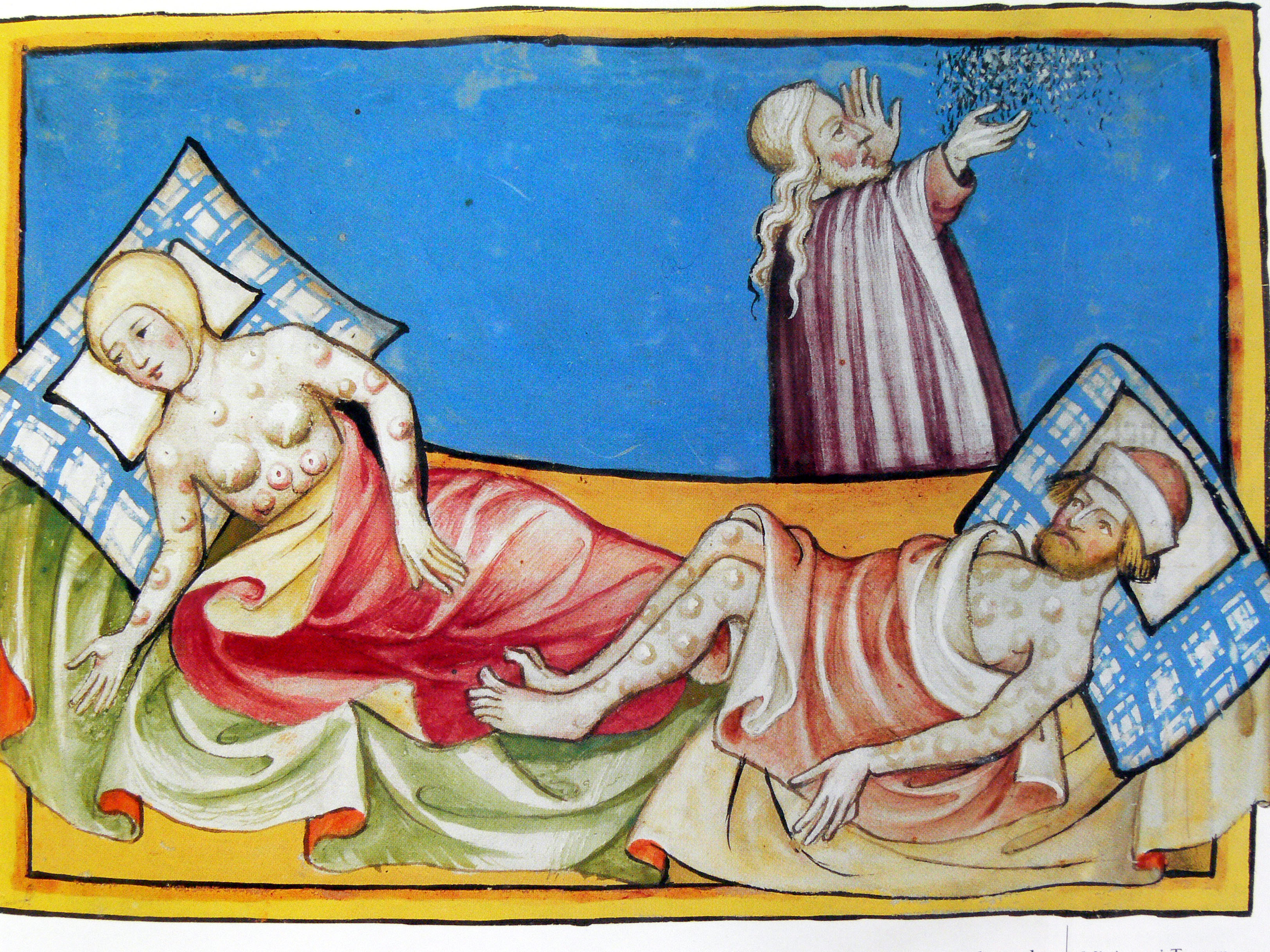
여섯 번째 재앙인 악성 종기의 재앙. 1411년에 제작된 성경 삽화.

여섯 번째 재앙은 세 번째 재앙처럼 아무런 경고 없이 애굽을 강타하여 어떤 경고에도 반응하지 않는 바로의 모습을 볼 수 있다. 또한 처음으로 사람의 생명을 위협하는 재앙이다. 바로왕 앞에 날려진 재는 벽돌을 굽던 풀무에서 끄집어낸 재일 것이며 이것은 여호와의 백성이 당한 고난의 증거로 볼 수 있다. 특별히 눈여겨 볼 것은 주술사들도 바로와 그의 신하들도 악성 종기로 고통을 받아 여호와 앞에서 점점 애굽의 통치권을 잃어간다는 것이다. 그리고 여섯째 재앙을 통해 심판한 애굽의 신은 임호테프이다.

### 일곱 번째 재앙: 우박 (출 9:13-35)
대기와 공중에 관련된 재앙. 우박 재앙은 인간 생명을 대규모로 위협하는 첫번째 재앙으로 많은 사람들이 죽었다. 우박으로 인한 보리와 삼의 파손 - 이스라엘 백성들에게 짚을 구해다 벽돌을 만들라고 했던 바로의 요구에 대한 보복, 대기의 신 슈와 농업의 신 이시스, 습기의 신 테프누트를 겨냥한 것이다. 여호와의 ‘구별’로 인해서 이스라엘 백성들이 살고 있던 고센 땅에는 전혀 피해가 없었다. 생명과 관련된 재앙으로 ‘경고’를 통해서 피할 방법을 알려주였다.

### 여덟 번째 재앙: 메뚜기 (출 10:1-20)
농경 지역에서 가장 두려워하는 재해 중에 하나이다. 왜냐하면 모든 곡식을 순식간에 파괴해버리는 재앙이었기 때문이다. 이 결과로 심각한 기근을 초래했다. 땅의 신에 대한 영적 전쟁으로 내려진 재앙이다. 메뚜기로부터 땅의 소산을 지켜주는 땅의 신에 대한 무능함과 이스라엘을 구원하시는 하나님에 대한 위대함을 나타내는 것이다. 애굽의 신들이 얼마나 무력한가를 보았을 때, 애굽의 신앙은 산산히 무너지고 말았다.

### 아홉 번째 재앙: 흑암 (출 10:21-29)

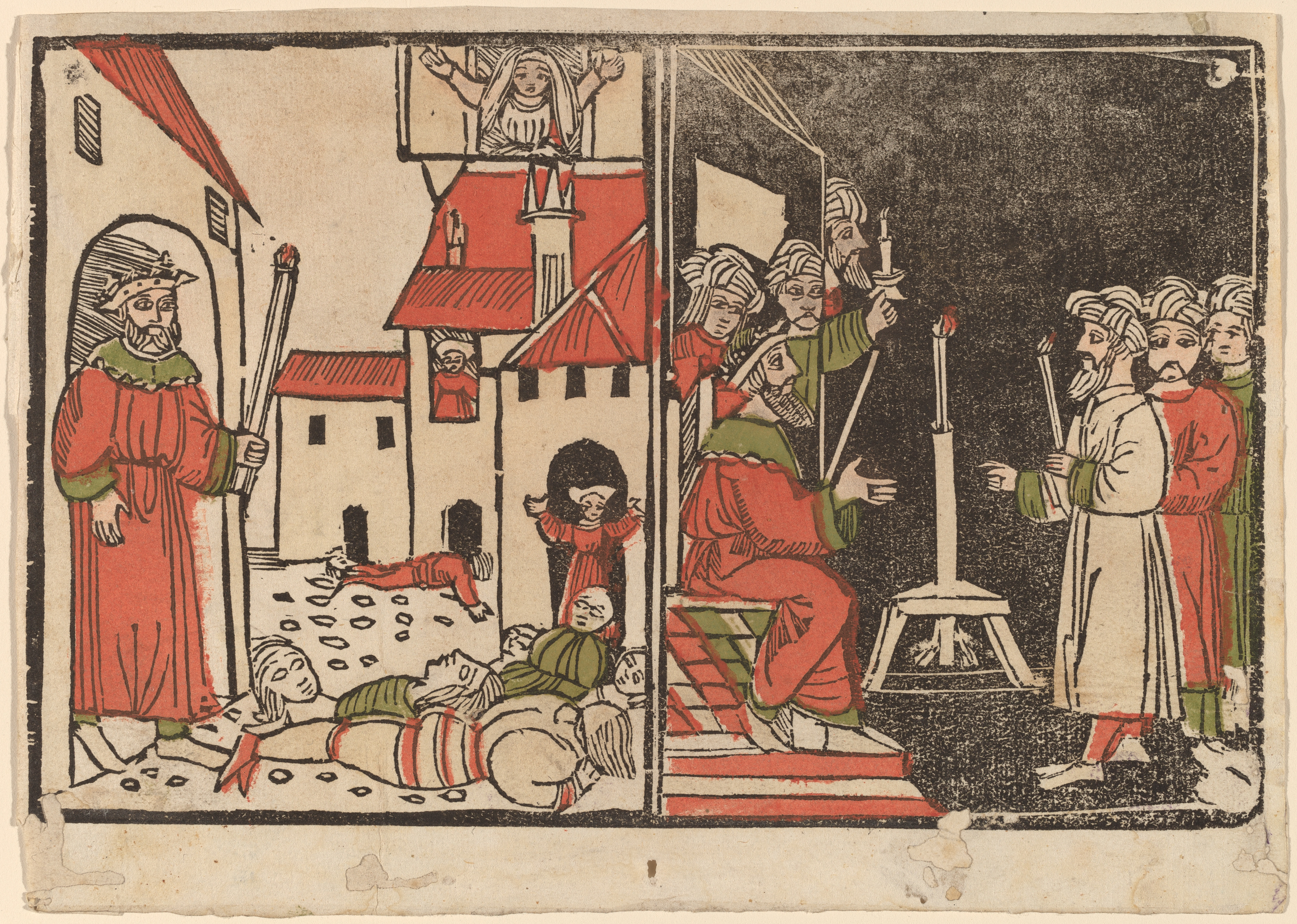
스페인에서 그려진 아홉 번째, 열 번째 재앙. 1490년대에 목판화로 제작됨.

이 재앙은 여호와가 ‘세상에서 가장 해가 잘 드는 나라’ 위에 내린 것이다. ‘태양의 집’ 을 의미하는 헬리오폴리스라 불리는 도시는 태양숭배의 중심지였다. 그렇기 때문에 흑암 재앙은 애굽인들의 최고의 신인 태양신 라를 그들로부터 빼앗고 여호와만이 신 중의 신임을 증명하는 재앙이었다. 3일동안 재앙이 일어났다.

### 열 번째 재앙: 장자의 죽음 (출 12:29-30)
고대 이스라엘에서는 장자와 처음 난 짐승들을 특별하게 생각했다. 땅에서 처음 난 것과 가축의 처음 난 것처럼 여인의 몸에서의 맏아들도 여호와가 준 첫 선물로 여겨졌고, 이것에 대한 감사의 뜻으로 여호와께 돌려지는 것이 당연하다고 여겨졌다. 그리고 이것은 이스라엘만이 아니라 애굽도 마찬가지였다. 이게 신성시 되고 귀하게 여겨졌던 바로의 장자와 애굽의 모든 장자, 그리고 처음 난 것들을 죽이는 재앙이 바로 장자의 죽음 재앙이었다. 이 재앙은 다산의 신인 오시리스 와 생명의 신인 이시스에 대한 재앙이다. 바로는 태양신의 현신이며, 바로의 장자는 청년의 육체를 입은 호루스라고 볼 수 있었다. 그런 신의 현신에 한 열 번째 재앙은 바로의 왕위 계승자를 없애는 재앙이었다. 그런 장자의 죽음을 통해 여호와의 완전한 승리가 나타나게 되었고, 이 재앙 이후에 바로는 패배를 인정하고 이스라엘 백성들의 출애굽을 인정하게 된다.

## 신학적 의의
여호와는 애굽에서의 영적인 전쟁을 통해 자신이 누구이신지를 분명히 드러내심으로 애굽인들 뿐만이 아니라 여호와의 전쟁을 지켜보았던 이스라엘 백성들에게까지 그들의 조상들이 말하던 여호와가 누구이신지를 분명하게 드러내심으로써 ‘영적 전쟁’의 목적을 분명히 하였다.
"나를 여호와인 줄 알리라"는 분명한 목적 아래 벌어진 여호와와 애굽 신들의 전쟁 가운데, 여호와는 애굽의 모든 신들에 대해서 승리를 나타내였지만 성경에서 표면적으로 나타나는 재앙의 원인은 바로의 완악함 때문이었다. 왜냐하면 바로는 여호와가 누구인지를 모르기 때문에 이스라엘 백성을 내보낼 수 없다고 했기 때문이다.(출5:2) 바로는 여호와의 존재를 인정하지 않았다. 그리고 이것은 애굽 백성들과 함께 그 당시 이스라엘 백성들이 가지고 있던 ‘불신앙’을 의미하는 것이었다. 그렇기 때문에 여호와 하나님는 애굽의 신들과의 전쟁을 통한 승리로 자신이 누구인지를 나타내신 것이다. 세 번째 재앙에서는 애굽의 주술사들이 여호와의 권능을 고백했고, 일곱 번째 재앙인 우박을 통해 바로의 신하들은 여호와의 재앙을 두려워해 종들과 가축들을 집으로 들임으로써 하나님의 능력을 믿게 되었다는 것을 나타내었다. 그리고 여덟 번째 재앙인 메뚜기를 통해 바로는 여호와의 능력을 인정하게 되었고, 아홉 번째 재앙인 흑암을 통해 모든 애굽 사람들과 이스라엘 백성들이 여호와의 ‘권능’을 인정하게 되었다. 우리는 지금까지 출애굽기에서 나타난 10가지 재앙에 대해서 그 재앙이 어떤 ‘애굽 신’을 가리키는 것이며, 여호와의 완전한 승리가 어떻게 나타나는지를 살펴보았다. 출애굽기에서 나타나는 애굽의 10가지 재앙은 애굽을 향한 단순한 재앙이 아닌 “나를 여호와인줄 알리라”는 목적 아래에서 수 많은 애굽 신들을 대면하여 누가 참된 신이며, 참된 신이라 말하는 여호와 자신이 누구인지를 온 천하에 드러내신 ‘영적 전쟁’이라고 할 수 있겠다. 또 많은 사람들이 여호와의 주권을 인정하게 되었다.

## 같이 보기
- 아론의 지팡이
- 요게벳
- 미리암